# Adeline Dutton Train Whitney
Adeline Dutton Whitney, född Train den 15 september 1824 i Boston, död den 20 mars 1906, var en amerikansk författarinna av ungdomsböcker. Hon gifte sig med Seth Whitney 1843.
Adeline Dutton Train Whitney skrev i samma anda som Louisa Alcott Mother goose for grown folks (1860; 2:a upplagan 1882), Faith Gartney's girlhood (1863; svensk översättning "Ungdomsdrömmar", 1880), We girls (1870; "Vi flickor", 1874, 2:a upplagan 1885), Homespun yarns (1886) och många andra berättelser liksom några diktsamlingar.